# 조지 스티글러
조지 스티글러 (영어: George Joseph Stigler, 1911년 1월 17일 ~ 1991년 12월 1일)는 미국의 경제학자였다.  그는 1982년에 노벨 경제학상을 수상하였고, 밀턴 프리드먼과 함께 시카고 경제학파의 핵심적인 인물이었다.

## 생애
스티글러는 워싱턴주의 시애틀에서 태어났다. 그는 1931년에 워싱턴 대학교를 졸업하였고 1년 동안 노스웨스턴 대학교에서 공부하여 1932년 MBA를 취득하였다. 스티글러는 노스웨스턴 대학교에 있을 때 경제학에 대한 관심을 가지게 되었고 학계에 남겠다고 결심하였다.
시카고 대학교에서 장학금을 받은 스티글러는 1933년에 시카고 대학교에 경제학을 공부하러 입학하였고 1938년에 박사 학위를 수여받았다. 그가 학생들을 가르치기 시작한 것은 1936년 아이오와 주립 대학교에서부터이며, 그는 거기서 1938년까지 재직하였다. 그는 제2차 세계대전 때에는 컬럼비아 대학교에서 맨해튼 계획의 일환으로 수학적 그리고 통계적 연구를 했다. 이 후 그는 브라운 대학교에서 1년을 보냈고, 1947년에서 1958년가지 컬럼비아 대학교 교수진의 일환으로 있었다.
스티글러가 시카고에 있을 시, 스티글러는 그의 박사과정 논문 지도교수였던 프랭크 나이트의 영향을 많이 받았다. 스티글러와 60년 넘게 친구인 밀턴 프리드먼은 나이트 교수가 시카고 대학교에 28년 동안 재직할 동안 오직 서너명의 학생만 나이트 교수 아래에서 박사 과정 논문을 완성할 수 있었다며 이를 높이 평가했다.
스티글러는 1971년에 발표한 규제의 경제이론에서 등장한 규제포획, 혹은 포획이론으로 잘 알려져있다. 규제포획은 이익단체나 다른 정치적 참여자들은 정부의 규제적, 강제적 권력을 이용하여 자신들에게 이익이 되도록 법과 규정을 바꿀 것이라고 주장한다. 스티글러는 경제사상사에 관하여 연구를 하기도 했다.
스티글러의 경제학에서의 가장 큰 업적은 그가 쓴 논문 "정보경제학 The Economics of Information"에서 드러난다. 프리드먼은 스티글러가 경제학의 한 분야를 새로 창시하였다며 이를 높게 평가하였다. 이 논문으로 스티글러는 정보경제학이라는 새로운 분야를 창시한 것으로 평가받는다.
그는 1962년 발표한 논문 "노동시장에서의 정보 Information in the Labor Market"에서 그는 마찰적 실업을 고안해내었다.
스티글러는 경제학의 역사에 관한 여러 기사를 작성하였고 이를 많은 유명 잡지에 출판하였으며 1965년에 14개를 재출판하였다. 아메리칸 이코노믹 리뷰의 평가에서는 스티글러의 기사 중 많은 것들이 획기적인 작업물이 되었고 경제학이라는 분야에서 연구하는 학자라면 반드시 알아야 한다고 칭찬하였다. 하지만 경제학자 디어드리 맥클로스키는 스티글러가 경제사상사에 있어 최악의 역사가라고 평가하기도 했다.
스티글러는 몽페를랭회의 창립회원이기도 하며, 1976년에서 1978년까지 회장 직위로 재직하였다..
스티글러는 1987년에 미국 과학 훈장을 수상하였다.

## 저술
- ([1941] 1994). Production and Distribution Theories: The Formative Period. New York: Macmillan. Preview.
- (1961). “The Economics of Information,” Journal of Political Economy, 69(3), pp. 213–225.
- (1962a). "Information in the Labor Market." Journal of Political Economy, 70(5), Part 2, pp. 94–105.
- (1962b). The Intellectual and the Marketplace. Selected Papers, no. 3. Chicago: University of Chicago Graduate School of Business. Reprinted in Sigler (1986), pp. 79–88.
- (1963). (With Paul Samuelson) "A Dialogue on the Proper Economic Role of the State." Selected Papers, no.7., pp. 3–20. Chicago: University of Chicago Graduate School of Business.
- (1963). Capital and Rates of Return in Manufacturing Industries. National Bureau of Economic Research, Princeton, N.J.: Princeton University Press.
- (1965). Essays in the History of Economics. Chicago: University of Chicago Press.
- (1968).  The Organization of Industry. Homewood, IL: Richard D. Irwin
- (1970). (With J.K. Kindahl) The Behavior of Industrial Prices. National Bureau of Economic Research, New York: Columbia University Press.
- (1971). "The Theory of Economic Regulation." Bell Journal of Economics and Management Science, no. 3, pp. 3–18.
- (1975). Citizen and the State: Essays on Regulation.
- (1982). "The Process and Progress of Economics," Nobel Memorial Lecture, 8 December (with bibliography).
- (1982). The Economist as Preacher, and Other Essays. Chicago: University of Chicago Press.
- (1983).  The Organization of Industry.
- (1985). Memoirs of an Unregulated Economist, autobiography.
- (1986). The Essence of Stigler, K.R. Leube and T.G. Moore, ed. Scroll or page-arrow to respective essays. ISBN 0-8179-8462-3
- (1987). The Theory of Price, Fourth Edition. New York: Macmillan.
- (1988), ed. Chicago Studies in Political Economy.

## 같이 보기
- 밀턴 프리드먼
- 규제 포획

## 참고 자료
- Diamond, Arthur M., Jr. (2005). "Measurement, Incentives, and Constraints in Stigler's Economics of Science." The European Journal of the History of Economic Thought 12, no. 4637–63.
- Freedman, Craig (2003). "Do Great Economists Make Great Teachers? George Stigler as a Dissertation Supervisor," Journal of Economic Education, 34(3), pp. 282–290.
- 프리드먼, 밀턴 (1993). "George Stigler: A Personal Reminiscence," Journal of Political Economy 101(5) p p. 768–773.
- _____ (1998). "George J. Stigler, 1911–1991." Biographical Memoirs, National Academy of Sciences press,online, with bibliography.
- Hammond, J. Daniel, and Claire H. Hammond, ed. (2006). Making Chicago Price Theory: Friedman–Stigler Correspondence, 1945–1957. Routledge. 165 pp. ISBN 0-415-70078-7.
- Levy, David M., and Sandra J. Peart. (2008). "Stigler, George Joseph (1911–1991)." The New Palgrave Dictionary of Economics, 2nd Edition. Abstract.
- Steelman, Aaron (2008). 〈Stigler, George J. (1911–1991)〉.   Hamowy, Ronald. 《The Encyclopedia of Libertarianism》. Thousand Oaks, CA: SAGE; Cato Institute. 492–3쪽. ISBN 978-1-4129-6580-4. LCCN 2008009151. OCLC 750831024.
- The New Palgrave: A Dictionary of Economics (1987):

"Stigler, George Joseph" 피터 뉴먼 저, v. 4, p. 498.
"Stigler as an historian of economic thought" 토머스 소웰 저., v. 4, pp. 498–99.
"Stigler's contribution to microeconomics and industrial organization," 리처드 슈말렌지 저, v. 4, pp. 499–500